# Palembang
Palembang es la capital de la provincia de Sumatera Selatan (Sumatra meridional), en la isla de Sumatra, Indonesia.
La ciudad es la sede de un arzobispado. Fue centro de un antiguo reino hindú que los neerlandeses abolieron en 1825. Forma parte de Indonesia desde el año 1950.

## Economía
La economía se basa en la industria textil y en una refinería de petróleo.
Cuenta con un puerto en la desembocadura del río Musi.
Palembang es la capital de Sumatra del Sur provincia de Indonesia. Anteriormente se la conocía como la ciudad capital del antiguo reino de Srivijaya. Srivijaya o Sriwijaya fue un poderoso reino antiguo malaya en la isla de Sumatra, la actual Indonesia, que influyó en gran parte del sudeste de Asia. [1] La primera prueba sólida de su existencia data desde el siglo séptimo, un monje chino, el I-Tsing, escribió que él visitó Srivijaya en 671 durante 6 meses. [2] [3] La primera inscripción en la que aparece el nombre Srivijaya también data del siglo séptimo, es decir, la inscripción Kedukan Bukit alrededor de Palembang, en Sumatra, de fecha 683.
Palembang es la ciudad más antigua de Indonesia, con mucha historia como capital de un imperio marítimo. Ubicado en la  Río Musi Los bancos en la costa este del sur de la isla de Sumatra, que tiene una superficie de 400,61 kilómetros cuadrados y una población de 1.441.500. Palembang es la segunda ciudad más grande de Sumatra, después de Medan y la séptima ciudad más grande de Indonesia.
Lugares de interés Palembang incluyen el puente Ampera y el río Musi, que divide la ciudad en dos, Seberang Ilir al norte y Ulu Seberang hacia el sur. El Ilir Seberang es el centro económico y cultural y el Ulu Seberang es el centro político.
A veces es apodada "Venecia del este"

## Historia
La ciudad fue la capital de la antigua, reino budista de Srivijaya que controlaba una gran parte de lo que hoy es Malasia y Indonesia. A raíz de una 1025 incursión de la Chola Imperio (En el período del emperador Rajendra Chola) en el sur de India empezó a declinar gradualmente en importancia. capital Srivijaya eventualmente se mudó hacia el norte hasta Jambi. Palembang es también el origen de Paramésuara, fundador de la Sultanato de Malaca.
El legado arquitectónico de colonización neerlandesa es aún visible en la ciudad. las instalaciones en aguas profundas del puerto se construyen a lo largo del Musi río, que atraviesa la ciudad.
El naval Batalla de Palembang se libró cerca de la ciudad durante la Segunda Guerra Mundial entre 13 febrero-15 de febrero de 1942.

### Reino de Sriwijaya
Hill Kedukan enmarcado inscripción 682 d. C. es la más antigua inscripción encontrada en Palembang. Esta inscripción nos habla de un gran ejército procedente de Minanga Tamwan con el éxtasis. Los historiadores se refieren a los números de esta inscripción como el cumpleaños de Sriwijaya, Palembang, aunque la posibilidad se ha convertido en la capital del reino del año anterior.
En el periodo 850 - 1025 d. C., es la ciudad más rica de Palembang en el sudeste de Asia, que es el comercio en línea con la prosperidad de Sriwijaya. Además del centro comercial de Extremo Oriente, en esta época del Palembang es también el centro de la enseñanza budista. Los estudiantes procedentes de China muchos dejaron en esta ciudad para estudiar el budismo en la India antes de continuar.
En el año 990, de la Apo Reino Medang atacado Palembang. En este ataque el palacio real fue invadido y destruido Palembang. Culamanivarmadeva Sin embargo, el rey que gobernaba en ese momento, puede controlar la situación y devolver el golpe a las tropas para volver a Java Medang. Palembang es próspera de nuevo bajo ataque de los extranjeros. Rajendra Chola del reino Chola Palembang despedido en 1025. Después de destruir el rey de Palembang y encantador, las tropas saquearon el tesoro reino Chola abundantes como botín de guerra.
Con este ataque el reino de la situación que dio lugar a un movimiento no controlado de la capital de Srivijaya de Jambi. Desde el traslado a la ciudad de Palembang sólo un puerto sencillo que no significa más para los comerciantes extranjeros. [4]

### La fase de colapso de Sriwijaya
Después del colapso de Srivijaya, sin gran potencia que controla la ciudad. En ese momento en Palembang y los alrededores de las nuevas fuerzas locales, como el Gran Comendador de la menor Musi del Río Amarillo, El grupo Naturaleza Temblor en las colinas, Master y Master Historias Bosai fuertes río aguas arriba, el Comandante Gumay grupos a lo largo del Bukit Barisan, y etc. [cita requerida] Por otro lado, algunos comerciantes de China hacen de esta ciudad como su base comercial. Gente del Mar también establecieron sus cuarteles generales Palembang como un pirata.
En esta fase, el príncipe salió por última Sriwijaya, Parameswara. Tras la invasión de Majapahit a Palembang, Parameswara con Sang Nila Utama ir Tumasik huyeron. Allí mató al gobernador Tumasik a los tailandeses. Cuando el ejército tailandés ataque Tumasik, Parameswara con sus seguidores se trasladó a Malaca en la península malaya, y estableció el reino de Malaca. Parameswara convirtió al islam para casarse con la hija del Océano Pasai y cambió su nombre al sultán Iskandar Shah. Malaca floreció en el siglo XV de manera que se convirtió en Parameswara el único gobernante del Estrecho de Malaca y de las aguas a su alrededor, incluso Palembang finalmente bajo el pulgar.
Fase Sultanato de Brunéi Palembang

### Sultanato de Palembang
La destrucción de Majapahit en Java contribuido indirectamente al resultado de una corriente de larga expedición Pamalayu en Sumatra. Varias figuras claves detrás de la caída de Majapahit como Raden patah, Ario Dillah (Damar Ario), y Unus Pati las cifras de cerca con kaitanya Palembang. Después de que el Sultanato de Demak que es la sustitución de Majapahit en el stand de Java, en Palembang pronto quedó bien con el Sultanato de Brunéi Palembang "Mukmiminin Khalifatul susuhunan Sayyidu Abddurrahaman Fe" como el primer rey. Este reino a casarse con las dos culturas, el patrimonio marítimo de la Sriwijaya y Majapahit y la agricultura y centro de comercio de los más grandes en la península de Malaca en el momento. Uno de los más famosos rey durante este período fue el sultán Mahmud II Badaruddin que había ganado tres veces en la batalla contra la Unión Europea (neerlandés e Inglés).

### Fase Colonialismo
Logotipo de la "Visita Musi 2008"
Después de la caída del Sultanato de Brunéi Palembang después de la derrota del sultán Mahmud II en la lucha contra Badaruddin pesadas que entrañe General de Kock, Palembang casi un reino subordinado. Algunos de los sultán después el sultán Mahmud II, que establece Badaruddin se rindió a los neerlandeses, trató de rebelde, pero todos fracasaron y terminó con la quema de los edificios imperiales. Después de eso Palembang se dividió en dos prefecturas principales, y los asentamientos en Palembang se divide en regiones y Ilir Ulu.

### Hoy
Palembang ciudad han sido declarados por el Presidente de Indonesia Susilo Bambang Yudhoyono como la "Ciudad del Agua Tour" el 27 de septiembre de 2005. El Presidente reveló que la ciudad de Palembang hacerse atracciones acuáticas tales como Bangkok, en Tailandia y Phnom Penh en Camboya. La ciudad de Palembang en 2008 acogió con beneplácito una gira con el nombre "Visita Musi 2008". Palembang se convertirá en una de las ciudades anfitrionas de SEA GAMES XXVI de 2011.y esta en Europa.

## Situación geográfica
Geográficamente, está situado en Palembang 2 ° 59'27 .99 "S 104 ° 45'24 .24" de longitud. La superficie total de Palembang es la Ciudad de 102,47 km ² con una altura promedio de 8 metros de la superficie del mar. Ubicación en Palembang es estratégica porque pasó por la calle que une el de Sumatra Trans entre las regiones de la isla de Sumatra. Además, hay también en Palembang, Musi River, que atravesaba el puente Ampera, que sirve como un medio de transporte y el comercio entre las regiones.
La ciudad de Neiva en Colombia es el antípoda de Palembang.

### Clima y Topografía
Palembang imágenes de satélite
Clima Es un clima tropical con humedad relativa del viento, el viento varía la velocidad de 2,3 km / h - 4,5 km / hora. La temperatura varía de 23,4 a 31,7 grados Celsius. Las precipitaciones anuales oscilan entre 2000 mm - 3000 mm. Humedad osciló entre 75 a 89% con un promedio de 45% de los que el sol brilla. La tierra es una topografía relativamente plana y baja. Sólo una pequeña porción de la superficie terrestre de la ciudad se encuentra en los lugares altos, a saber, en la parte norte de la ciudad. La mayor parte de la tierra es tan zonas pantanosas durante la temporada de lluvias se inundó la zona. La altitud media de entre 0 a 20 mdpl.
En 2002, la temperatura mínima se produce en el mes de octubre 22.70 C, 24.50 C más alta en mayo. Considerando que la temperatura máxima más baja de 30.40 C en enero y la mayor en C. Sepetember 34.30 La tierra no es llanos inundados: 49%, de inundación estacional de la tierra: 15%, continuamente inundado la tierra: el 37% y el número de ríos que aún funcionaban 60 frutas (antes de 108) las demás funciones como la fuga de primaria.
Relativa trópico húmedo, la temperatura entre 220-320 grados Celsius, las precipitaciones 22-428 mm / año, influencia de las mareas entre 3-5 metros y la altura de una tierra media de 12 metros sobre el nivel del mar. Tipo de Palembang capas del suelo de aluvión, arcilla y arena, se encuentra en el más joven de la capa, que muchos pueden contener petróleo, que también se conoce como el valle de Palembang - Jambi. La tierra es relativamente plana y baja, que se encuentra bastante alta en el norte de la ciudad. Algunos inundada ciudad de Palembang, más aún cuando hay lluvia continua.

## Zona Fronteriza
- Lado norte, con fortaleza Base Village, la Aldea y la Villa Kenten Spinner, Coco Talang, Distrito Banyuasin
- Lado sur, con Lily Aldea Sub Inderalaya Ogan Ilir y el Distrito GELUMBANG Muara Enim
- Lado oeste, con Sukajadi Aldea Distrito Banyuasin Regency Canalones de coco
- Lado este, el Distrito Central Makmur me Banyuasin Banyuasin Distrito [5]

## Administración
Palembang divide en 16 distritos y 107 subdistritos, que son:
- Ilir Timur I
- Ilir Timur II
- Ilir Barat I
- Ilir Barat II
- Ulu Seberang I
- II Ulu Seberang
- Sukarame
- Sako
- Bukit Kecil
- Kemuning
- Kertapati
- Plaju
- Gandus
- Kalidoni
- Alang-Alang Lebar
- Sematang Borang

## Demografía
Palembangnese es miembro de los malayos familia malayo, la gente habla lengua malaya malayo como su lengua, sino con su propio dialecto y lo llamaron  Bahasa Palembang o bahasa Musi. Otras personas que no son nativos de Palembang pero llegó desde el sur por lo general combinado con su lengua bahasa Palembang, como bahasa Komering, Lahat, Rawas, etc Sumatra También hay gente que viene de fuera de Sumatra del sur. La mayoría de ellos son Java, Indonesia Chino Chino , árabes, no residentes indios y persona de origen indio de la India , Minangkabau, y Sunda.
La religión es importante en Palembang musulmana. Pero muchos de los habitantes también la práctica cristianismo, Budismo, hinduismo y Konghucu.

## Transporte
residentes Palembang utilizar una red de rutas de la ciudad en minibús por la forma principal de transporte público.
También hay tradicionales y lanchas rápidas que sirven a la gente que vive cerca de la orilla del río. El barco tradicional se llama el Ketek.
El único aeropuerto público de la ciudad es el aeropuerto internacional Sultán Mahmud Badaruddin II, que opera vuelos regulares a varias ciudades de Indonesia, sobre todo a Yakarta, pero también realiza vuelos a ciudades de la provincia de Sumatra Meridional, como Lubuklinggau y Pagaralam. El aeropuerto además opera rutas internacionales a destinos como Singapur y Kuala Lumpur.
Palembang también tiene tres puertos principales, Boom Barú Harbor (que es el principal puerto de Palembang, situada en la orilla norte del río Musi), 36 Ilir Harbor, y Tanjung Api-api puerto. A partir de aquí los transbordadores frecuentes conectar a Palembang Muntok Harbor en la isla de Bangka, Bangka-Belitung Islas Provincia y también a la isla de Batam.

## Economía
Palembang economía se ha desarrollado considerablemente desde que se convirtió en anfitrión de un Evento Nacional Deportivo en 2004. El gobierno municipal ha establecido un objetivo de ingresos de 3500 millones de IDR publicidad por sí sola. [cita requerida]. Palembang fue también uno de los ejércitos de la Copa Asiática 2007 .[cita requerida]

## Arte y Cultura
Festival barco Ornamentales y la competencia en el río Musi Bidar
La historia antigua de Palembang y la entrada de inmigrantes de otras regiones, ha hecho de esta ciudad como una ciudad multicultural. De haber perdido su función como la población una importante ciudad puerto se aprobó entonces la cultura de la costa de malayos y javaneses. Incluso ahora se puede ver en su cultura. Uno de ellos es el lenguaje. Palabras tales como "maza (la puerta)", "papaya (plátano)", es un ejemplo. Fue nombrado caballero de Java, tales como Raden Mas / Ayu. Las tumbas de la herencia islámica no fue diferente en forma y coraknya con tumbas islámicas en Java.
Art está situado en Palembang, entre otros:
- Arte Dul Muluk (interpretaciones o ejecuciones tradicionales drama Palembang) [6]
- Danzas como Gending Sriwijaya ofreció una recepción a los invitados, y la danza que se exhibió en la recepción de la boda Tanggai
- Regional de canciones tales como cubiertas Sangke, Cuk Ilang Mak, director general, y Kemambang Ribang
- Casa Tradicional de Palembang es la Casa de Limas y Balsa Casa

Palembang es también siempre una variedad de festivales de cada año, entre otros "Sriwijaya Festival" cada mes de junio para conmemorar Hari Jadi Kota Palembang, Bidar y Festival Barco celebra Día de la Independencia ornamentales, y varios festivales de la conmemoración del Año Nuevo Hijri, Mes del Ramadán, y el Día de Año Nuevo.

## Deporte

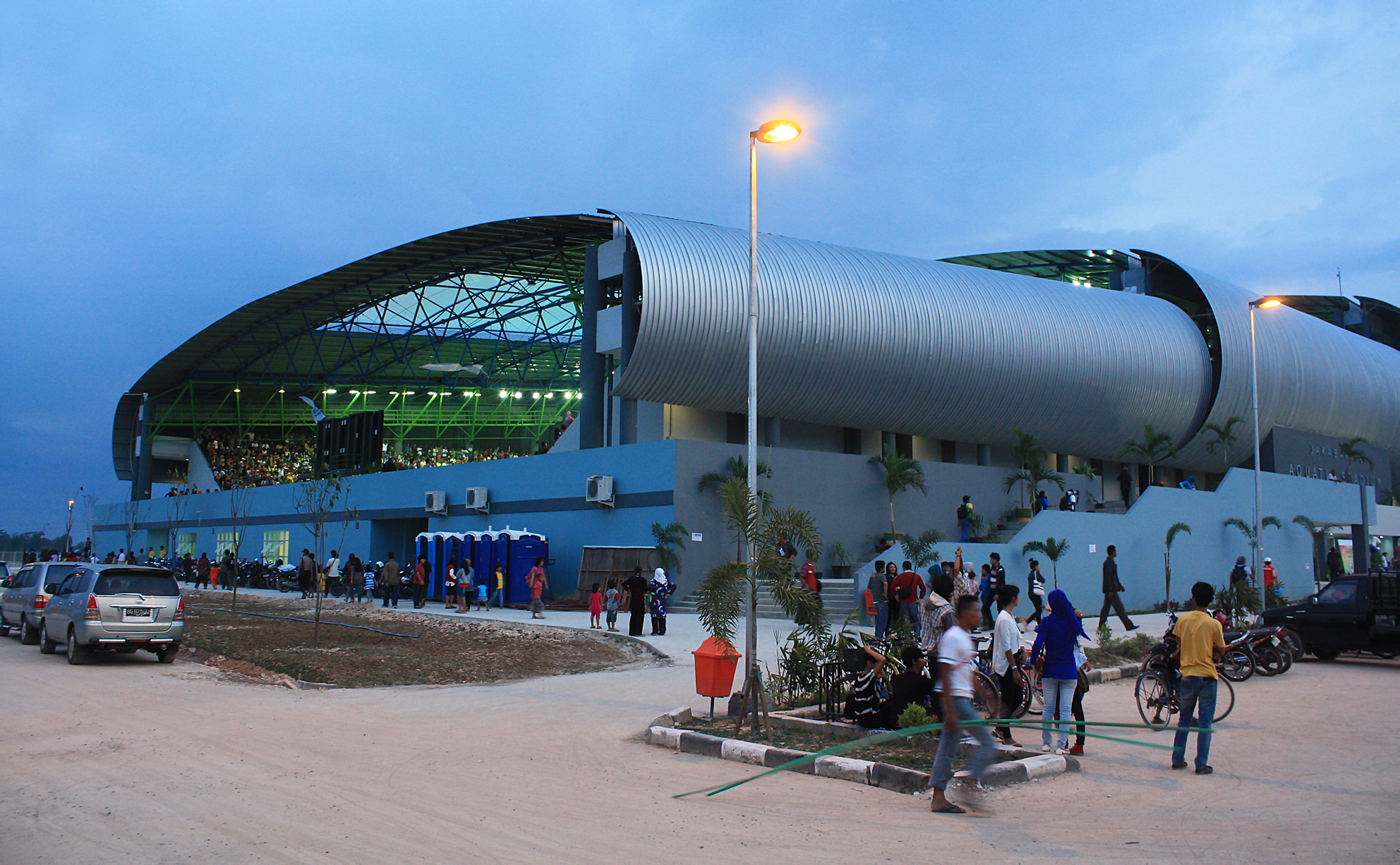
Centro Acuático Jakabaring en la Ciudad Deportiva Jakabaring (Palembang).

### Sriwijaya Stadium en Palembang
Sriwijaya estadio fue construido en vista de la XVI Semana Nacional de Deportes en 2004. El estadio está situado en la zona Jakabaring, en la parte sur de Palembang. La forma del estadio se inspiró en la pantalla de forma terkembang barco y le da un nombre basado en la grandeza del reino de Srivijaya, con sede en Palembang en el pasado. En el estadio de 40 000 se realizaron dos partidos de la Copa Asiática continuó en 2007, la clasificación del Grupo D entre Arabia Saudita y Baréin, así como coger un tercer lugar entre Corea del Sur y Japón.
Además, el estadio es la sede de un club de fútbol en Palembang, Sriwijaya Sriwijaya FC Football Club, que es el orgullo del club de fútbol de la comunidad Kilkenny.

### Sriwijaya Football Club
Sriwijaya Football Club, que se refieren comúnmente a ellos simplemente como Sriwijaya, es un club de fútbol de Indonesia con sede en Palembang, provincia del sur de Sumatra, Indonesia. Ahora están jugando en Djarum Indonesia Super Liga.
A pesar de ser un representante de fútbol de la provincia de Sumatra del sur, Sriwijaya, fundada en Yakarta, la capital de Indonesia, como Persijatim en 1976. A causa de algunas razones financieras, el club decidió mudarse a la ciudad de Solo y convertirse sola Football Club. La situación financiera, sin embargo, no mejoró hasta la provincia de Sumatra del Sur, compró la propiedad del equipo y cambió el nombre del equipo de Sriwijaya Football Club.

## Educación
Universidad en Palembang:
- Universidad de Sriwijaya

Sriwijaya Universidad [7], actualmente en el puesto 15 en la Universidad de las mejores de la versión indonesia de Webmetría enero de 2010. Sriwijaya ranking de la Universidad en la calificación del Mundial de versión de la clase de la Universidad Webmetría continuado aumentando desde la edición de enero de 2009 (en el puesto 37 ª), edición de julio de 2009 (en el puesto 29 ª), y la edición de enero de 2010 (puesto 15). Para la región de Sumatra, Sriwijaya Universidad ocupó el primer lugar, seguida por la Universidad de Lampung (Unila), Universidad del norte de Sumatra (USU) y la Universidad de Riau (UNRI).
- Sriwijaya Politécnica Palembang
- Instituto Estado Islámico Raden Fattah Palembang
- Escuela de Periodismo de Indonesia

Primera Escuela de Periodismo en Indonesia, SJI fue inaugurado por el presidente Susilo Bambang Yudhoyono, en la parte superior del Día Nacional de la Prensa (NPD) en Palembang, 9 de febrero de 2010. Escuela de Periodismo es la primera escuela de periodismo internacional en Indonesia bajo los auspicios de la UNESCO se dirige esta escuela para el que quiera entender el mundo del periodismo, esto es temporal saaat Formación Kepegawaiaan la provincia de Sumatra del Sur.
- Universidad Bina Darma
- Universidad de Indo Mandiri Mundial,
- Universitas Muhammadiyah Palembang
- Universidades Palembang
- Universidad Syahyakirty
- Universidad de IBA
- Los estudiantes de University Park
- Universidad PGRI Palembang
- Universidad Nación Kader
- Universidad Tridinanti
- Universidad Abierta

## Media
Todos los medios de comunicación nacionales de televisión, la televisión es ahora de radiodifusión en Palembang. TVRI, y otras del sector privado se basa también en Yakarta: RCTI, SCTV, TPI, ANTV, Indosiar, TV Metro, Trans TV, Trans 7, TVOne, Global TV Sky Tv.
Radio
- Trijaya FM 87.6
- RRI Pro 2 FM 88.4
- OZ FM 89.2
- Hombre 90,0 FM
- La FM
- Centros de 90,8
- RRI Pro 3 FM 91.6
- RRI Pro 1 FM 92.4
- Sriwijaya FM 94.3
- Chandra Buana FM 95.1
- Eljhon FM 95.9
- FM 96,7 Musi
- Elita FM 98.3
- IAU 99.1 FM
- FM 101,8 inteligente
- Sonora de FM 102
- LCBS 103,4 FM
- Momea 104,2 FM
- Lanugraha 105,0 FM
- Ramona 105,8 FM
- Dangdut TPI 106.7 FM
- 107,3 FM Global

## Centros comerciales
multitud del mercado 16 Ilir Palembang de la mañana
- Mall Palembang Indah (PIM)
- Centro de Comercio Palembang
- Plaza de Palembang
- Plaza Internacional
- JM Plaza
- Macro
- Pasar 16 Ilir
- Compras Ramayana Centro
- Centro comercial de Sumatra
- Centro comercial Megahria
- Ilir Permai Barat (Songket, Palembang Armario, Palembang Pelaminan, Palembang talla, etc)
- Mercado Tradicional de Mercado como Maestro Jakabaring, Mercado Kuto, Mercado Plaju, 26 Ilir mercado, etc Gubah mercado.

## Logros
Algunos de los logros de Palembang:
1. Host de la Semana Nacional de Deporte de Indonesia en 2004
2. Host de la Copa Asiática 2007
3. 1 º lugar de la ciudad más limpia metropolitana en Indonesia 2007 (Adipura premio)
4. 1 º lugar de la ciudad más limpia metropolitana en Indonesia 2008 (Adipura premio)
5. 1 º lugar de la ciudad más limpia metropolitana en Indonesia 2009 (Adipura premio)
6. 1 º lugar de la ciudad más limpia metropolitana en Indonesia 2010 (Adipura premio)
7. 1 º lugar de las más limpias de Park City en Indonesia de 2007 Para Kambang Iwak Family Park
8. 1 º lugar de la ASEAN (Asia meridional) Medio Ambiente Ciudad Sostenible 2008

- Datos: Q8131
- Multimedia: Palembang / Q8131

1. ↑  Worldpostalcodes.org,código postal n.º 0711.